# 高知県道路公社
高知県道路公社（こうちけんどうろこうしゃ）は、高知県の地方道路公社である。
高知県の外郭団体改革の一環として、2014年3月31日に高知桂浜道路の無料開放に伴って解散した。

## 沿革
- 1990年5月8日、設立。
- 1995年4月、高知桂浜道路の供用開始。
- 1997年2月1日、浦戸大橋を日本道路公団より承継（2002年7月12日に無料開放）。
- 1998年7月、仁淀川河口大橋を高知県企業局より承継（2001年4月1日に無料開放）。
- 2014年3月31日、高知桂浜道路の無料開放に伴って解散。

## 所在地
- 高知県高知市九反田4番10-402号